# Pompeo Marchesi

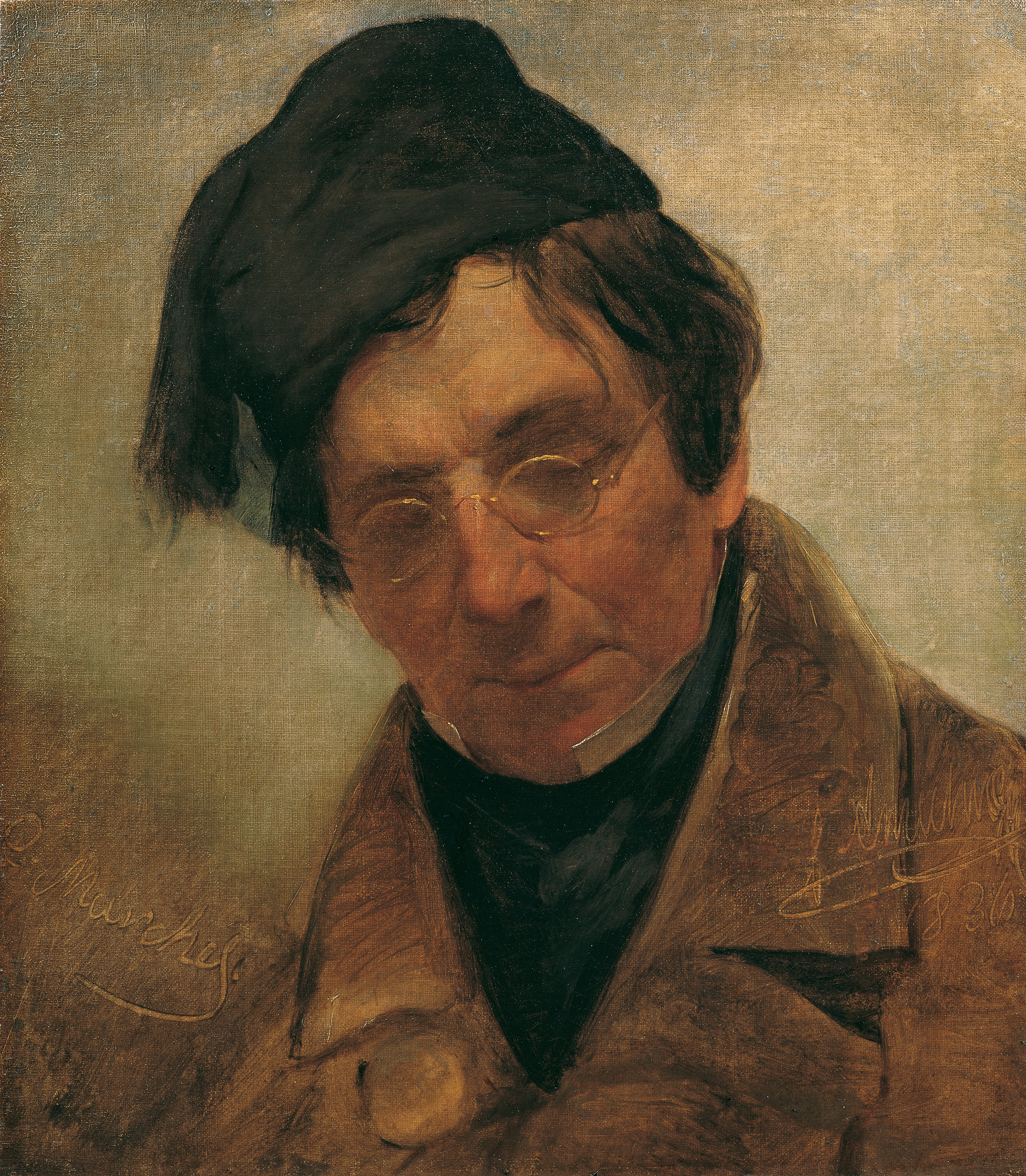
Pompeo Marchesi, porträtiert von Friedrich von Amerling (1836)

Pompeo Marchesi (* 7. August 1789 in Saltrio bei Varese; † 6. Februar 1858 in Mailand) war ein italienischer Bildhauer.

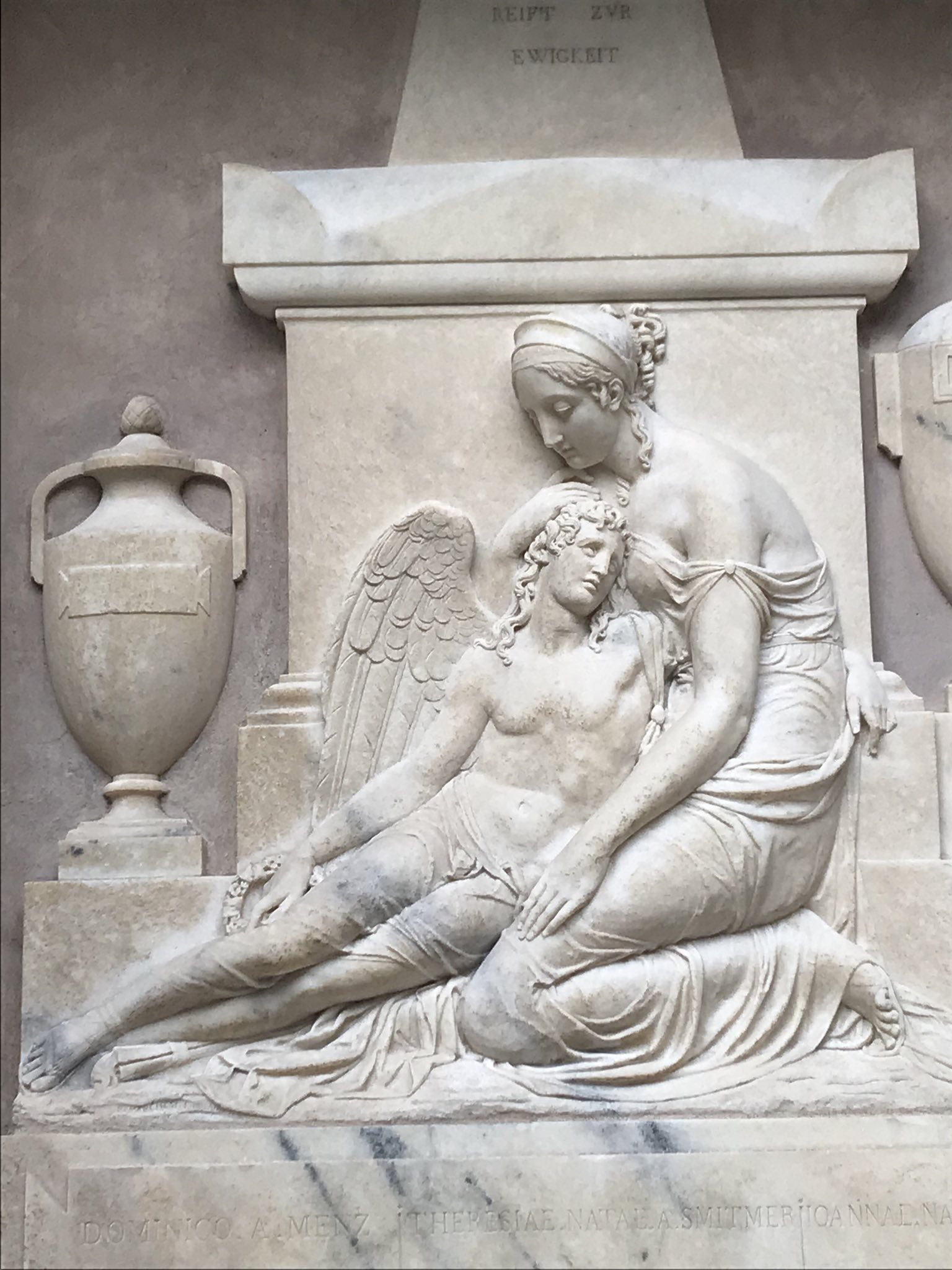
Ädikula in Maria Himmelfahrt (Ritten) (1818)

## Leben
Die künstlerische Ausbildung begann in Mailand und wurde mit Hilfe eines Regierungsstipendiums in Rom vollendet. Sein Leben lang fühlte er sich der Antike verpflichtet. 1811 kehrte er nach Mailand zurück und arbeitete bis 1825 in Mailand u. a. an Statuen für den Mailänder Dom. Es folgte eine Ernennung zum Professor an der Accademia di Belle Arti di Brera in Mailand, eine Stellung, die er bis zu seinem Tode innehatte. 1825–1830 schuf er in Mailand mehr als 100 größere und kleine Werke. 1834 brannte das Atelier des Künstlers ab, wobei alle Modelle und viele bereits in Marmor ausgeführte Skulpturen zu Grunde gingen.
Während er in jungen Jahren in Künstlerkreisen durchaus mit Antonio Canova und Bertel Thorvaldsen verglichen wurde, verblasste später sein Ruhm.
Marchesi war zuletzt k. k. Hofstatuarius und erhielt 1846 den Orden der Eisernen Krone 3. Klasse, 1850 wurde er in den Ritterstand erhoben. Frankreich zeichnete ihn mit dem Orden der Ehrenlegion aus. Weiter war er Mitglied von 17 Kunstakademien.

## Werke (Auswahl)

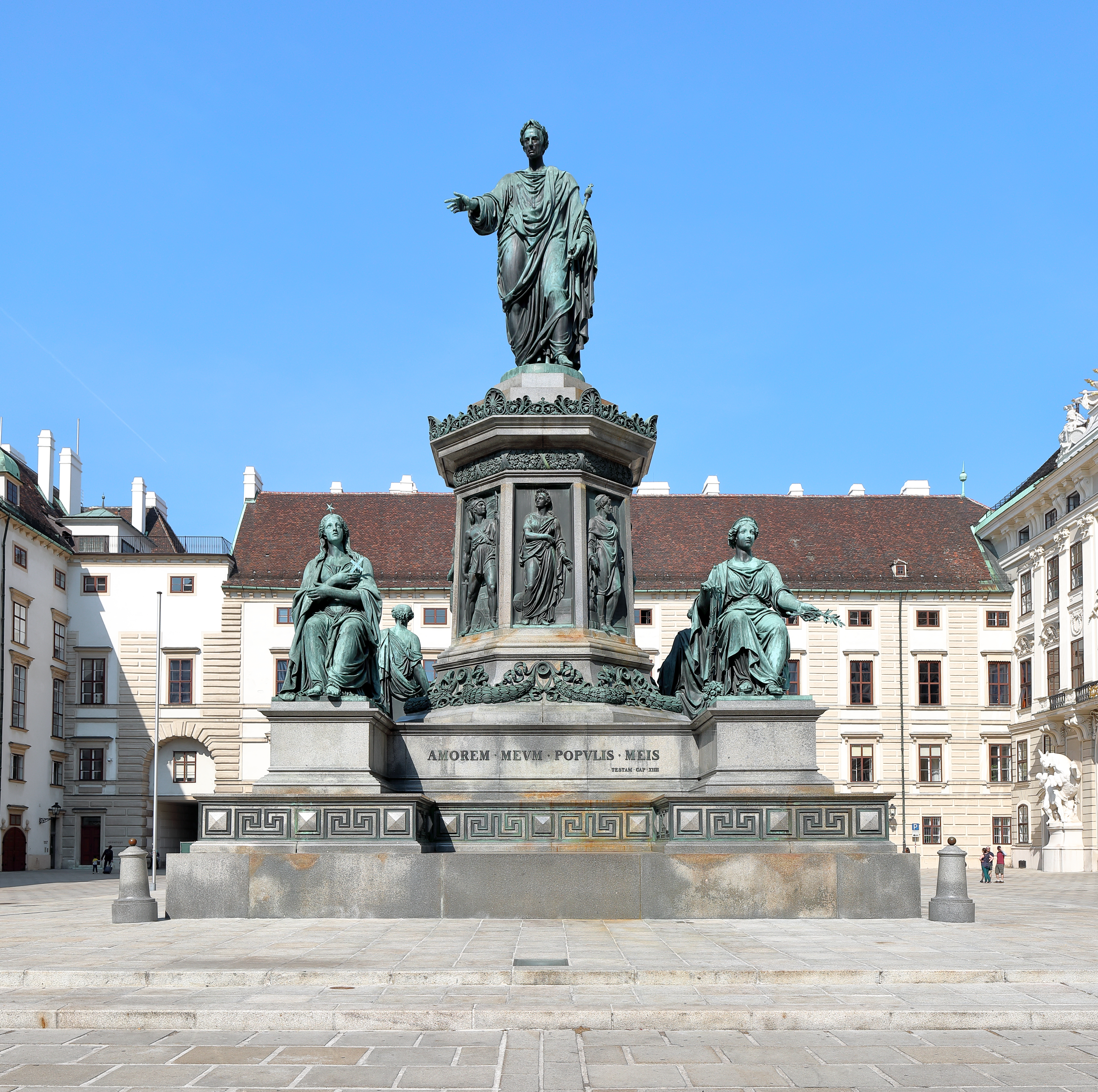
Monumentaldenkmal Kaiser Franz I. (II.) in der Hofburg (1846 enthüllt)

- Sokrates und Alkibiades: Basrelief, während des Studiums in Rom geschaffen
- Hl.Matthäus: Fassade Mailänder Dom
- Herkulesgruppe: Mailand
- Psyche: Für Baron Rothschild in Paris
- Karl Emanuel III.: Für Novara
- Herkules und Alkeste: Von dem Künstler der Stadt Mailand gewidmet als Dank für die nach dem Brand des Ateliers geleistete Hilfe
- Grabdenkmal der Malibran: ein 2. Exemplar befindet sich in der Scala in Mailand
- Marmorbüste von Eduard Rüppell (1839, seit 1852 im Besitz der Senckenbergischen Naturforschenden Gesellschaft, seit 2012 im Historischen Museum Frankfurt)
- Goethe: Sitzstatue für die Stadtbibliothek Frankfurt am Main (übergeben 15. April 1840, zerstört am 22. März 1944)
- Alessandro Volta: Statue im Auftrag der Stadt Como
- Bronzestatue für Kaiser Franz I.: Graz; Freiheitsplatz (gegossen von Manfredini)
- Monument für Kaiser Franz I.: Wien, innerer Burghof
- Andrea Appiani: kolossale Marmorbüste, Geschenk des Künstlers an die Akademie der bildenden Künste Wien
- Denkmal für Emanuel Philibert von Savoyen: Turin (1843)
- Vesta: zwei Büsten (für Erzherzog Johann und den Fürsten Colloredo)
- betender Engel: Statuette für die Kaiserin Karoline Auguste